# Vi-Vi
La Vi-Vi o ViVi è stata un'azienda italiana che produceva ciclomotori. Fondata nel 1956 a Torino, nel 1963 si trasferì a Pontevico e si riconvertì, soprattutto negli ultimi anni di attività, alla produzione di biciclette fino alla chiusura avvenuta nel 2001.

## Storia

Il Vi-Vi 50 Turismo del 1957

Fondata nella seconda metà degli anni cinquanta, nacque come sezione motociclistica della Viberti, notissima azienda produttrice di carrozzerie ed allestimenti per autocarri ed autobus, che aveva compiuto una breve esperienza nel campo motociclistico fornendo telai in lamiera stampata per ciclomotori Maserati, destinati all'utenza femminile.
Allo scopo di inserirsi nell'allora fiorente mercato delle "due ruote", la Viberti strinse un patto per la fornitura dei motori con la Victoria, una delle più antiche case motociclistiche tedesche; il marchio Vi-Vi è, appunto, l'acronimo dei due marchi aziendali. La parte ciclistica venne affidata al già affermato telaista Bruno Müller.
È il dicembre 1956 quando al Salone del Ciclo e Motociclo di Milano viene presentato il "Vi-Vi 50 Turismo", preceduto da una campagna-stampa imponente che lo proponeva come "l'utilitaria delle utilitarie". Il prezzo di listino era talmente basso rispetto alla concorrenza ed altresì favorito da comode condizioni rateali, da far scoppiare una singolare protesta da parte delle case motociclistiche italiane che, a gran voce, pretesero l'espulsione dal salone della "Vi-Vi.", per concorrenza sleale. 

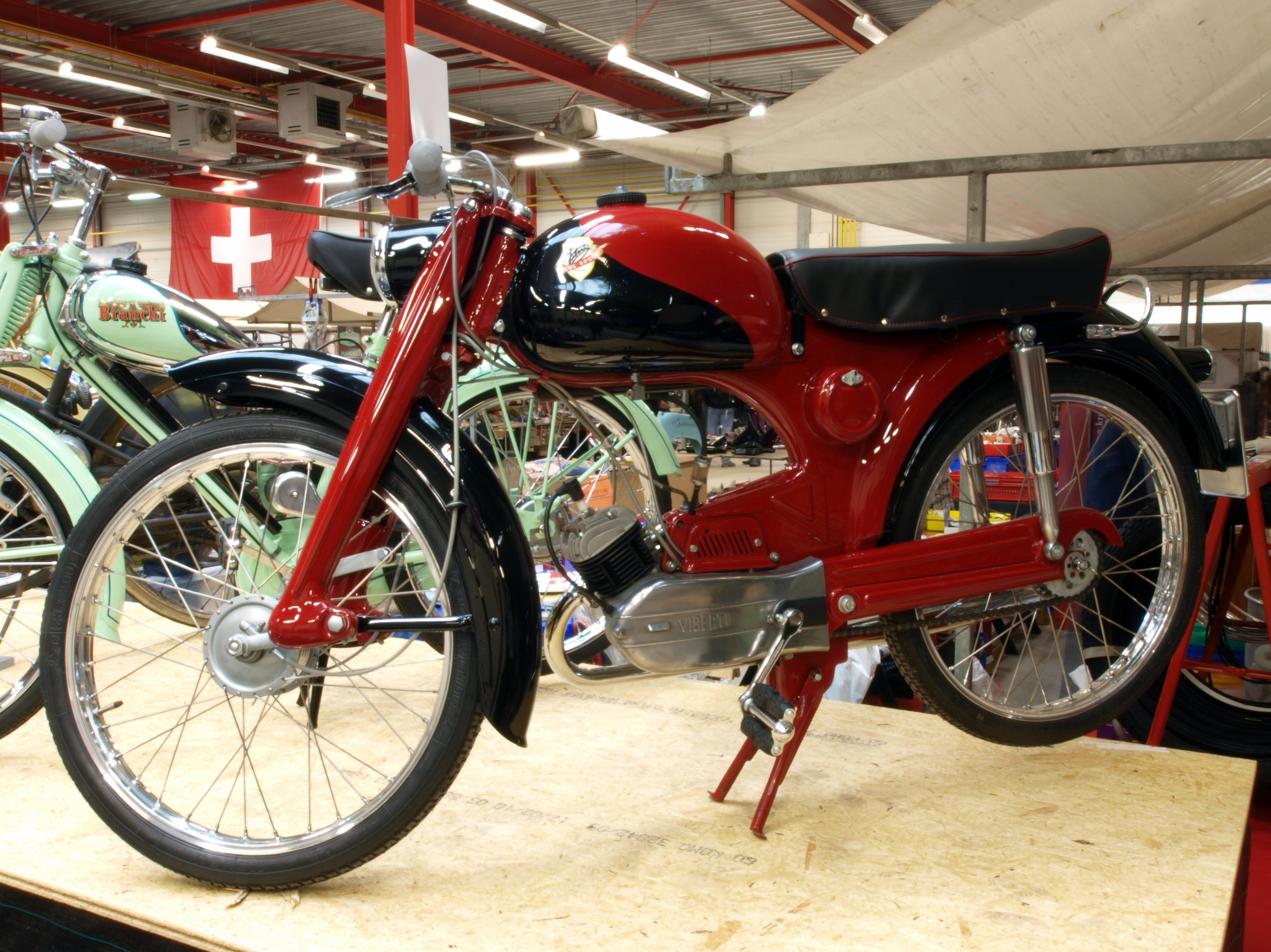
Il Vi-Vi 50 Sport del 1959

Sostenevano i concorrenti, infatti, che non era possibile produrre un ciclomotore di quella fatta a prezzi tanto bassi e che l'operazione era orchestrata dalla FIAT (che all'epoca controllava la "Viberti"), allo scopo di danneggiarli. 
La produzione del primo decennio consisteva in ciclomotori utilitari con telaio in lamiera stampata includente il serbatoio, di foggia e tecnica tradizionali, ma particolarmente curati nella carrozzeria e nell'assemblaggio. La gamma, equipaggiata di motori monocilindrici a due tempi, comprendeva i modelli "Turismo", "Gran Turismo", "Sport", "Scooter" e "Furgoncino".
Tuttavia, nonostante il prezzo modesto, la buona qualità costruttiva e le favorevoli condizioni d'acquisto, occorre registrare che la "ViVi" non riuscì ad ottenere strabilianti risultati di vendita e, men che mai, posizioni di leadership nel mercato dei ciclomotori. Ciò, probabilmente, a causa della veste troppo "classica" dei modelli e della scarsa diffusione dei motori "Victoria" sul territorio nazionale.
Nel 1963, in seguito al concludersi della fornitura di motori da parte della "Victoria", l'azienda venne ceduta e trasferita a Pontevico, in provincia di Brescia. Continuò a produrre ciclomotori con motorizzazioni Minarelli, sempre progettati da Bruno Müller, oltre a biciclette, sotto la ragione sociale di "Vi-Vi S.a.S.". Nel 1983 sponsorizzò anche una formazione di ciclismo professionistico, la Vivì-Benotto-Selle Italia diretta da Luciano Pezzi e fornita di telai Benotto.
La Vi-Vi strinse brevemente un accordo con la britannica
Dot, per realizzare una macchina 50cc da competizione,
affidata al pilota canadese Harold Cosgrove.